# کن فالکنر
کن فالکنر (انگلیسی: Ken Faulkner; ۱۰ سپتامبر ۱۹۲۳ – 2000 (aged 77)) بازیکن فوتبال اهل بریتانیا بود.
از باشگاه‌هایی که در آن بازی کرده‌است می‌توان به باشگاه فوتبال پورت ویل و باشگاه فوتبال بیرمنگام سیتی اشاره کرد.